# Martín Di Nenno
Martín Emiliano Di Nenno (Ezeiza, 18 de marzo de 1997), conocido como Martín Di Nenno, es un jugador profesional de pádel argentino. Actualmente ocupa la 7.ª posición en el ranking FIP. Juega en el drive junto a Juan Tello.
Martín es conocido por su juego inteligente y su gran capacidad para defender y leer los partidos, cualidades que le han servido para ser considerado uno de los mejores drives del panorama mundial.

## Carrera deportiva

### Inicios
Martín Di Nenno comenzó a ser conocido en el mundo del pádel por sus buenos resultados junto a Franco Stupaczuk, con quién comenzó a escalar puestos primero en el ranking del circuito de pádel argentino y después en el ranking mundial de WPT.

### Accidente de tráfico
En enero de 2016, cuando él tenía 19 años y siendo una de las mayores promesas del pádel, sufrió un fatídico accidente de tráfico con dos de sus mejores amigos, Hernán Rodríguez y la joven promesa del pádel argentino Elías Estrella. Ambos murieron en el acto. Martín 'solo' se rompió las dos piernas: "el fémur derecho partido en dos, la rótula izquierda destrozada, diez días en la UCI y un mes en cama". Los pronósticos médicos de aquella noche no eran favorables, había dudas de si podría volver a competir o incluso caminar. Sin embargo, tras mucho trabajo de rehabilitación (y al inicio también mental), pudo recortar plazos y finalmente acabó volviendo a la competición de máximo nivel tras 15 meses. Desde entonces, Martín se convirtió en un claro ejemplo de superación, constancia y no rendirse, y finalmente acabó ganando su primer título como profesional más de 5 años después del accidente.

### Vuelta a la competición
Di Nenno regresó al circuito mundial en 2017 donde decidió elegir como nueva pareja a Lucas Campagnolo. Sin embargo, a partir del Alicante Open comenzó a jugar junto a Juan Manuel Restivo.
En 2018 continuó jugando con Restivo, aunque pasaron inadvertidos durante la temporada en cuanto a buenos resultados. Su mejor resultado llegó en el Máster de Argentina donde llegaron a octavos de final. En junio, Martín anunció que dejaría de competir en WPT y volvería a Argentina "para entrenar y volver más fuerte"
En 2019 empieza a jugar con Javi Garrido. En los dos primeros torneos no consiguieron superar la fase previa, pero fue en el tercero donde lograron su gran resultado, alcanzando unas brillantes semifinales en el Alicante Open. Además, consiguieron alcanzar las semifinales del San Javier Challenger, así como dos cuartos de final en los torneos de Valencia y São Paulo.
En 2020 comienza la temporada junto a Agustín Gómez-Silingo. Juntos, logran hacer dos semifinales, la primera en el Vuelve a Madrid Open 2020, y la segunda en el Sardegna Open 2020. En octubre, la pareja formada por Maxi Sánchez y Mati Díaz se rompe, lo que desencadena la ruptura de Silingo y Di Nenno. Eso hace que la pareja de Martín para la recta final de la temporada sea Maxi Sánchez. Juntos, logran hacer semifinales en el Alicante Open. Terminada la temporada regular dentro de las 8 primeras parejas del Ranking, la dupla formada por Di Nenno y Sánchez juega el Menorca Master Final, donde Martín es debutante. Contra todos los pronósticos y tras un partido dramático, Di Nenno y Maxi logran derrotar a una de las parejas favoritas, Juan Tello y Fede Chingotto, lo que les otorga un pase a semifinales, fase en la cual cayeron derrotados ante la pareja 1, Alejandro Galán y Juan Lebrón.
La demostración durante los años 2019 y 2020 de que Martín es una de las jóvenes promesas del pádel, le sirve para que en 2021 le llame uno de los mejores y más carismáticos jugadores del circuito, Paquito Navarro. Juntos llegaron a la final del Vigo Open , y el 19 de septiembre consiguieron su primer título en el Master de Barcelona, en una emotiva victoria frente a Fede Chingotto y Juan Tello por 6-2, 3-6 y 6-4. En el Córdoba Open ganaron su segundo título juntos, después de vencer por doble 6-3 a Álex Ruiz y Franco Stupaczuk. También lograron una gran victoria en el último Master de la temporada, el de Buenos Aires, al alzarse con el trofeo tras vencer a Sanyo y Tapia en la final por un sólido 6-4 y 6-2. Gracias a los puntos ganados en ese torneo se dio lo que a principio de temporada parecía imposible; Di Nenno y Paquito llegaron al Master Final con serias opciones de conseguir el número uno del ranking WPT, ostentado por Galán y Lebrón desde 2020. Para ello debían ganar el torneo suponiendo que los 1 no perdieran en cuartos, pero finalmente Sanyo y Tapia les derrotaron en semifinales por doble 6-3. Esta fue, hasta el momento, la vez que más cerca ha estado Martín del número uno.
En 2022 el proyecto con Paquito siguió adelante, ambos con la intención de mantener el nivel de la segunda mitad de la temporada anterior que casi les da el número uno. El inicio no fue el mejor ya que, a pesar de llegar a dos finales consecutivas en los Open de Vigo y Alicante, ganando el primero, no consiguieron pasar de cuartos en 5 de los primeros 7 torneos, lo que provocó que Galán y Lebrón ampliaran la distancia en el ranking. Por otro lado, consiguieron llegar a la final en los dos primeros torneos de la historia de Premier Padel, ganando el primero, el Qatar Major en Doha, precisamente ante Galán-Lebrón. En verano llegaron a tres semifinales casi consecutivamente, pero fue insuficiente para mejorar su posición en el ranking. Tras las vacaciones de verano, con 5 torneos seguidos por delante, Martín y Paco estaban dispuestos a dar la vuelta a la situación, igual que hicieron en el año anterior por las mismas fechas. Pero esta vez no pudieron recuperar el gran nivel con el que maravillaron al mundo del pádel en otoño de 2021. A finales de septiembre perdieron el puesto de pareja 2 en favor de Sanyo y Tapia, y detrás tenían a unos Belasteguín y Coello en muy buena forma. Tras caer en cuartos en el Open de Amsterdam (precisamente ante Bela y Coello, que además ganaron el torneo), el 3 de octubre anunciaron su separación como pareja: el siguiente torneo (el Santander Open, esa misma semana) sería el último donde jugarían juntos. Y como si de un cuento de hadas se tratase, Paquito y Martín realizaron posiblemente su mejor torneo como pareja, venciendo a las tres parejas más en forma del circuito sistemáticamente en cuartos, semis y final, perdiendo únicamente 6 juegos en estos 3 partidos. Ganaron primero ante Stupa y Lima en cuartos por doble 6-1, luego en semis a Sanyo y Tapia por el mismo resultado, y finalmente vencieron a Bela y Coello (quienes llevaban 13 partidos seguidos ganando) en la final por 6-2 y 6-0, en lo que fue su "último baile" como pareja, la mejor despedida que pudieron tener.
Tras esta victoria, Martín anunció que jugaría hasta final de temporada con Coki Nieto, quien se separó de Mike Yanguas debido al "baile de parejas" que hubo. Una buena parte de los aficionados al pádel no veía en la pareja Coki-Martín el potencial ofensivo necesario para obtener buenos resultados. Sin embargo, demostraron ser una dupla muy sólida y lograron plantar cara a todas las parejas a las que se enfrentaron en los pocos torneos que jugador juntos. Su mejor resultado fue en el Master de Buenos Aires, donde vencieron en cuartos a Sanyo y Tapia, la pareja 2 del mundo, por un contundente 6-2 y 6-2, llegando así a las semifinales que finalmente perdieron ante Belasteguín y Coello por un ajustado 7-5 y 6-4. De cara al Master Final, a pesar de no haber hecho en absoluto malos resultados, no fue suficiente para que Coki se colocara entre los 16 mejores jugadores en el ranking (quedó 17º, a menos de mil puntos del 16º, Lucho Capra), por lo que no pudo participar en el torneo. De esta manera, Martín jugaría el torneo Barcelonés junto a Fede Chingotto. Al ser los dos jugadores de drive y ninguno tener el ataque como punto fuerte, se generó en los aficionado cierta duda respecto a esta unión que finalmente, con un toque de humor, se convirtió en confianza y más tarde en admiración, puesto que esta pareja fue la más querida por los aficionados, como se demostró en las redes sociales y en el Palau Sant Jordi. Con muy poco tiempo de preparación llegaron al torneo, y finalmente sería Fede quien se pasaría al revés. El primer partido fue contra la pareja 2, Sanyo y Tapia, a los que vencieron contra todo pronóstico gracias a un 6-3 en el primer set y devolverles el 6-1 en el tercero. En semis se dio un duelo puramente emocional, ya que Fede y Martín se enfrentaron a sus respectivos excompañeros, Tello y Paquito respectivamente, dos parejas de perfiles totalmente opuestos. El partido lo vieron 12.141 personas, récord histórico, y terminó a favor de Martín y Fede por 6-1, 6-7(4) y 6-4 tras casi 3 horas. De esta manera llegaron a la final frente a los número uno Galán y Lebrón, quienes habían mostrado un nivel impresionante en cuartos y semis. Tras un primer set ajustado que perdieron 4-6, ganaron el segundo en el tie-break habiéndolo empezado perdiendo 0-3 y salvando cuatro bolas de partido en el 4-5. Sin embargo, tras ir ganando 2-1 en el tercero acabaron sucumbiendo al gran juego de los españoles, que ganaron los cinco siguientes juegos para llevarse el torneo. De esta manera terminó el 2022 para Martín. Y tras muchos rumores, finalmente confirmó en una entrevista que su siguiente compañero iba a ser Franco Stupaczuk, por lo que la ansiada vuelta de "Los Superpibes" se convirtió finalmente en realidad.

## Palmarés

### Premier Padel

#### Títulos
| N.º | Año                 | Torneo    | Categoría | Pareja           | Oponentes en la final                | Resultado    |
| --- | ------------------- | --------- | --------- | ---------------- | ------------------------------------ | ------------ |
| 1   | 3 de abril de 2022  | Doha      | Major     | Paquito Navarro  | Juan Lebrón Alejandro Galán          | 6-3 / 7-6(4) |
| 2   | 5 de marzo de 2023  | Doha      | Major     | Franco Stupaczuk | Sanyo Gutiérrez Fernando Belasteguín | 6-2 / 7-6(5) |
| 3   | 4 de agosto de 2024 | Finlandia | P2        | Juan Lebrón      | Coki Nieto Jon Sanz                  | 7-5 / 6-3    |

#### Finales
| N.º | Año                     | Torneo  | Categoría | Pareja           | Oponentes en la final              | Resultado       |
| --- | ----------------------- | ------- | --------- | ---------------- | ---------------------------------- | --------------- |
| 1   | 29 de mayo de 2022      | Roma    | Major     | Paquito Navarro  | Juan Lebrón Alejandro Galán        | 6-4 / 5-7 / 4-6 |
| 2   | 7 de agosto de 2022     | Madrid  | P1        | Paquito Navarro  | Juan Lebrón Alejandro Galán        | 7-5 / 2-6 / 3-6 |
| 3   | 6 de agosto de 2023     | Mendoza | P1        | Franco Stupaczuk | Arturo Coello Agustín Tapia        | 2-6 / 6-7(6)    |
| 4   | 10 de diciembre de 2023 | Milán   | P1        | Franco Stupaczuk | Juan Lebrón Alejandro Galán        | 6-7 / 7-6 / 6-7 |
| 5   | 5 de mayo de 2024       | Sevilla | P2        | Franco Stupaczuk | Federico Chingotto Alejandro Galán | 6-7(6) / 4-6    |

### World Padel Tour

#### Títulos
| N.º | Año                      | Torneo              | Pareja           | Oponentes en la final              | Resultado          |
| --- | ------------------------ | ------------------- | ---------------- | ---------------------------------- | ------------------ |
| 1   | 19 de septiembre de 2021 | Barcelona Master    | Paquito Navarro  | Federico Chingotto Juan Tello      | 6-2 / 3-6 / 6-4    |
| 2   | 24 de octubre de 2021    | Córdoba Open        | Paquito Navarro  | Álex Ruiz Franco Stupaczuk         | 6-3 / 6-3          |
| 3   | 28 de noviembre de 2021  | Buenos Aires Master | Paquito Navarro  | Sanyo Gutiérrez Agustín Tapia      | 6-4 / 6-2          |
| 4   | 27 de marzo de 2022      | Vigo Open           | Paquito Navarro  | Juan Lebrón Alejandro Galán        | 2-6 / 6-3 / 6-4    |
| 5   | 9 de octubre de 2022     | Santander Open      | Paquito Navarro  | Arturo Coello Fernando Belasteguín | 6-2 / 6-0          |
| 6   | 21 de mayo de 2023       | Danish Open         | Franco Stupaczuk | Sanyo Gutiérrez Momo González      | 6-3 / 6-2          |
| 7   | 18 de junio de 2023      | French Open         | Franco Stupaczuk | Federico Chingotto Paquito Navarro | 6-2 / 6-4          |
| 8   | 25 de junio de 2023      | Valladolid Master   | Franco Stupaczuk | Arturo Coello Agustín Tapia        | 4-6 / 6-4 / 7-6(4) |
| 9   | 9 de julio de 2023       | València Open       | Franco Stupaczuk | Jon Sanz Alejandro Galán           | 6-3 / 6-3          |
| 10  | 24 de septiembre de 2023 | Madrid Master       | Franco Stupaczuk | Arturo Coello Agustín Tapia        | 7-5 / 6-4          |
| 11  | 15 de octubre de 2023    | Amsterdam Open      | Franco Stupaczuk | Federico Chingotto Paquito Navarro | 4-6 / 6-2 / 6-2    |

#### Finales
| N.º | Año                      | Torneo                 | Pareja             | Oponentes en la final                        | Resultado          |
| --- | ------------------------ | ---------------------- | ------------------ | -------------------------------------------- | ------------------ |
| 1   | 16 de mayo de 2021       | Vigo Open              | Paquito Navarro    | Carlos Daniel Gutiérrez Fernando Belasteguín | 6-4 / 4-6 / 2-6    |
| 2   | 8 de agosto de 2021      | Málaga Open            | Paquito Navarro    | Pablo Lima Agustín Tapia                     | 2-6 / 6-7          |
| 3   | 12 de septiembre de 2021 | Cagliari Open          | Paquito Navarro    | Álex Ruiz Franco Stupaczuk                   | 2-6 / 6-7          |
| 4   | 26 de septiembre de 2021 | Lugo Open              | Paquito Navarro    | Juan Lebrón Alejandro Galán                  | 4-6 / 6-4 / 3-6    |
| 5   | 10 de octubre de 2021    | Menorca Open           | Paquito Navarro    | Juan Lebrón Alejandro Galán                  | 3-6 / 4-6          |
| 6   | 14 de noviembre de 2021  | Malmö Open             | Paquito Navarro    | Carlos Daniel Gutiérrez Agustín Tapia        | 5-7 / 0-6          |
| 7   | 5 de diciembre de 2021   | México Open            | Paquito Navarro    | Álex Ruiz Franco Stupaczuk                   | 3-6 / 6-3 / 2-6    |
| 8   | 10 de abril de 2022      | Alicante Open          | Paquito Navarro    | Juan Lebrón Alejandro Galán                  | 2-6 / 3-6          |
| 9   | 10 de septiembre de 2022 | Estocolmo Open         | Paquito Navarro    | Juan Lebrón Alejandro Galán                  | 7-6(4) / 2-6 / 1-6 |
| 10  | 18 de diciembre de 2022  | Barcelona Master Final | Federico Chingotto | Juan Lebrón Alejandro Galán                  | 4-6 / 7-6(5) / 2-6 |
| 11  | 26 de marzo de 2023      | Asunción Open          | Franco Stupaczuk   | Arturo Coello Agustín Tapia                  | 2-6 / 1-6          |
| 12  | 16 de abril de 2023      | Granada Open           | Franco Stupaczuk   | Arturo Coello Agustín Tapia                  | 4-6 / 5-7          |
| 13  | 30 de abril de 2023      | Bruselas Open          | Franco Stupaczuk   | Arturo Coello Agustín Tapia                  | 6-7 / 6-3 / 3-6    |
| 14  | 28 de mayo de 2023       | Viena Open             | Franco Stupaczuk   | Arturo Coello Agustín Tapia                  | 3-6 / 3-6          |
| 15  | 1 de octubre de 2023     | Dusseldorf Open        | Franco Stupaczuk   | Juan Lebrón Alejandro Galán                  | 2-6 / 2-6          |
| 16  | 12 de noviembre de 2023  | Malmö Open             | Franco Stupaczuk   | Juan Lebrón Alejandro Galán                  | 3-6 / 4-6          |

### Mundial
- Campeonato Mundial de Pádel de 2012
- Campeonato Mundial de Pádel de 2022
- Campeonato Mundial de Pádel de 2024